# Pagodă

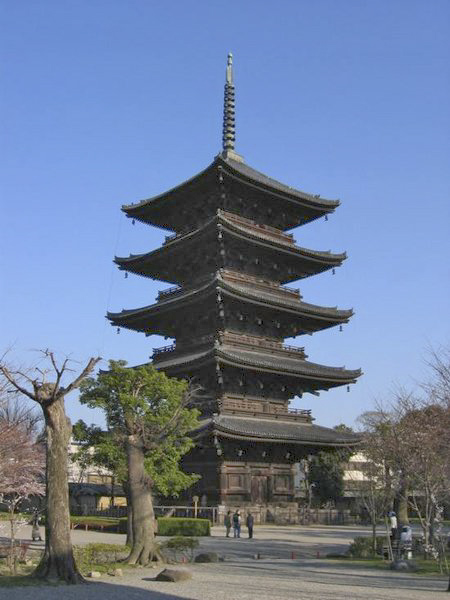
Pagoda templului en (Kyoto, Japonia)

O pagodă este o clădire religioasă sub formă de turn cu mai multe etaje suprapuse care se retrag succesiv și ale căror streșini sunt întoarse în sus. Pagodele sunt originare din Asia de Est, dar au fost răspândite și în alte zone ale Asiei, având rolul de a păstra în ele relicvele sau textele sacre ale budismului.

## Istorie
Pagodele au apărut pentru prima oară în China, în timpul dinastiei Han (206 î.Hr.-220 d.Hr.), odată cu pătrunderea budismului în țară. Structura arhitecturală a pagodei a evoluat de la structura stupelor din India, niște clădiri din piatră în formă de movilă ce aveau scopul păstrări relicvelor budiste, combinată cu structura turnurilor antice de veghe chinezești. 
Primele pagode au fost construite din lemn, motiv pentru care nu s-au păstrat multe vestigii din primele epoci, dar ulterior au fost construite din piatră și cărămidă. În timpul următoarelor dinastii, când influența culturală a Chinei a crescut, budismul s-a răspândit și la alte popoare cum ar fi japonezii și coreenii, oferindu-le stilul pagodelor.
Pagodele există și în Asia de Sud-Est, în țări precum Myanmar, Thailanda sau Vietnam. Cu toate acestea, pagodele sud-est asiatice sunt diferite față de cele est-asiatice, arhitectura acestora derivând mai mult din cea a stupelor indiene.